# Carmen Váscones
Carmen Váscones (Samborondón, 1958) es una poetisa, crítica, ensayista e investigadora del área educativa ecuatoriana.

## Biografía
Carmen Váscones nació en Samborondón en 1958, a los cinco años fue a vivir a Machala, allí continuó su infancia hasta que, de nuevo, a los 15 años, su familia se trasladó a Guayaquil. En Guayaquil continuó sus estudios y accedió a la universidad.
Se licenció en psicología en 1983 y al año siguiente en psicología clínica. Posteriormente trabajó en Instituciones de atención al niño, la familia y a la comunidad (INNFA).
En 1989, con 31 años, se trasladó a Playas.
Sus textos se encuentran en varias antologías, Mulheres  no baquete de eros/mujeres en el banquete de eros, poesía bilingüe (aBrace, Brasil-Uruguay,  2008);  Noveno  encuentro en  Cuba (aBrace,  2008);  Bendito  sea  tu cuerpo (2008), La voz de eros, dos siglos de poesía erótica de mujeres ecuatorianas (Quito, Trama, 2006); Breve polifonía hispanoamericana (México, Frente de Afirmación Hispanista, 2005); Inventario de la poesía en lengua española 1951-2000 (Madrid, Universidad Autónoma de Madrid, 2000); Poesía erótica de mujeres. Antología del Ecuador (Quito, Editorial Mayor Books, 2001).

## Obras
- Ultraje/Outrage, con traducción de Alexis Levitin.[3]
- La muerte un ensayo de amores (Guayaquil,Casa de la Cultura Ecuatoriana, Núcleo de Guayas, 1991, 1994).[3]
- Con/fabulaciones (Quito, El Conejo, 1992).[3]
- Memorial aun acantilado (Quito, El Conejo, 1994).[3]
- Aguaje (Quito, Libresa, 1999).[3]
- Oasis de Voces, Casa de la Cultura Ecuatoriana (2012)[5][6]

## Premios y reconocimientos
- II Bienal de Poesía "Cesar Dávila Andrade" (Cuenca, 1993) a su obra Memorial a un acantilado.[2]
- I Mención del Concurso de Poesía "Ismael Pérez Pazmiño" (El Universo, Guayaquil, 1996).[2]
- Mérito Educativo Cultural (Ministerio de Educación y Cultura del Ecuador, 2002).[2]
- Segundo premio de poesía del Concurso Internacional de la revista Hogar (Guayaquil, 2005).[2]
- Segundo premio en el I Primer Concurso Mundial de Poesía Erótica (Lima, 2008).[3]